# Vivaise
Pour les articles homonymes, voir Vivaise (homonymie).
Vivaise est une commune française située dans le département de l'Aisne, en région Hauts-de-France.

## Géographie

### Localisation
- 1Carte dynamique
- 2Carte OpenStreetMap
- 3Carte topographique
- 4Carte avec les communes environnantes

Vivaise, village fleuri, s'établit jadis sur la voie romaine qui reliait Laon à Arras.
Au Moyen Âge, le prieuré de Vivaise était propriété du chapitre de Laon, qui exerçait sa seigneurie sur le village.
Plaine du Laonnois. Bois de la Grande et de la Petite Montagne sur une crête dite le "le Mont Fendu".
Agriculture : céréales, betteraves et pommes de terre.
Activités sportives et culturelles, pêche et cyclotourisme.

### Hydrographie
La commune est située dans le bassin Seine-Normandie. Elle est drainée par le Rucher,.
Le Rucher, d'une longueur de 16 km, prend sa source dans la commune de Crépy et se jette  dans la Serre à Assis-sur-Serre, après avoir traversé cinq communes.

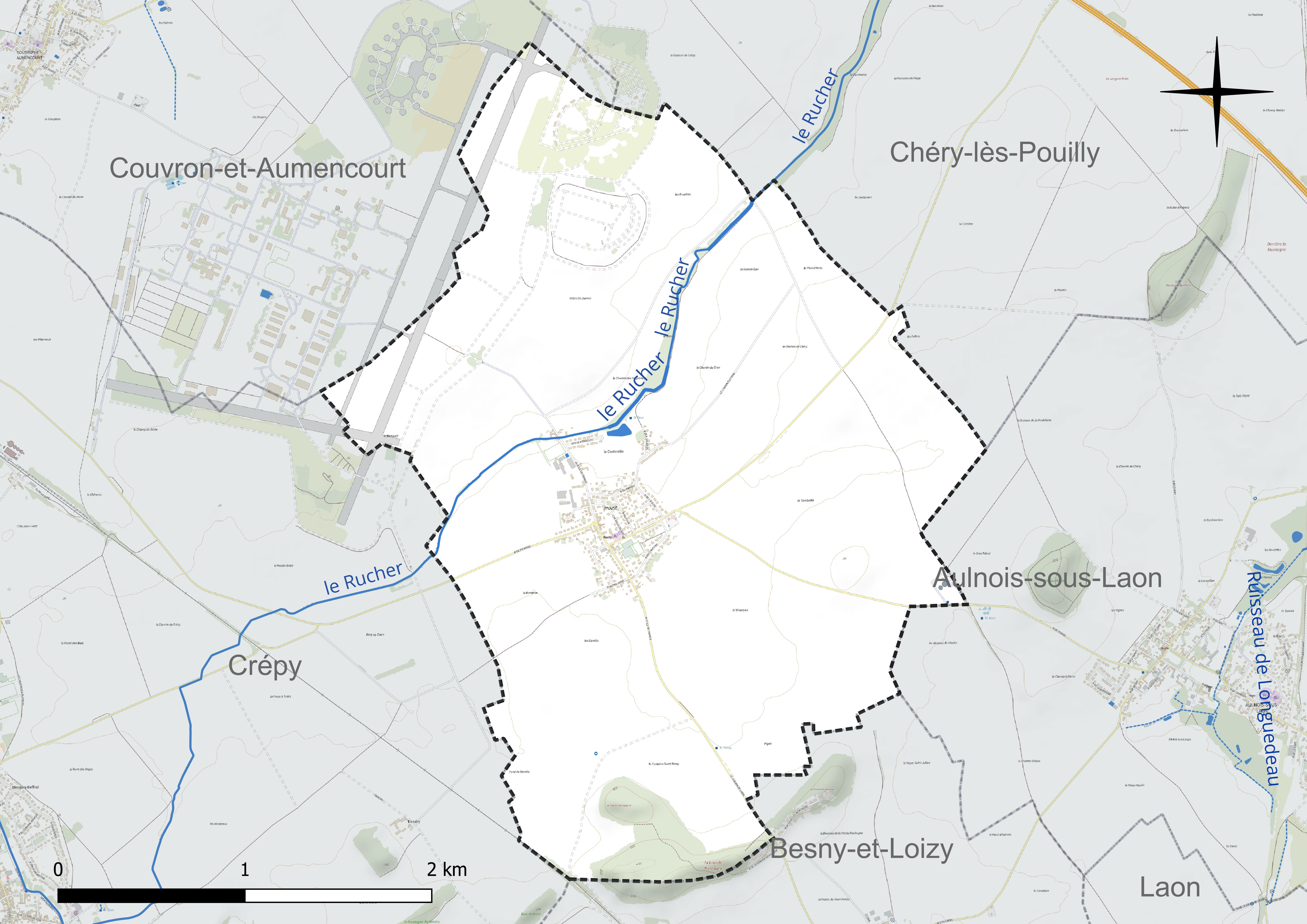
Réseau hydrographique de Vivaise.

### Climat
Pour des articles plus généraux, voir Climat des Hauts-de-France et Climat de l'Aisne.
En 2010, le climat de la commune est de type climat océanique dégradé des plaines du Centre et du Nord, selon une étude du CNRS s'appuyant sur une série de données couvrant la période 1971-2000. En 2020, Météo-France publie une typologie des climats de la France métropolitaine dans laquelle la commune est exposée à un climat océanique altéré et est dans la région climatique Nord-est du bassin Parisien, caractérisée par un ensoleillement médiocre, une pluviométrie moyenne régulièrement répartie au cours de l'année et un hiver froid (3 °C).
Pour la période 1971-2000, la température annuelle moyenne est de 10,4 °C, avec une amplitude thermique annuelle de 15,2 °C. Le cumul annuel moyen de précipitations est de 717 mm, avec 11,5 jours de précipitations en janvier et 8,7 jours en juillet. Pour la période 1991-2020, la température moyenne annuelle observée sur la station météorologique la plus proche, située sur la commune d'Aulnois-sous-Laon à 3 km à vol d'oiseau, est de 11,0 °C et le cumul annuel moyen de précipitations est de 685,6 mm,. Pour l'avenir, les paramètres climatiques de la commune estimés pour 2050 selon différents scénarios d'émission de gaz à effet de serre sont consultables sur un site dédié publié par Météo-France en novembre 2022.

## Urbanisme

### Typologie
Au 1er janvier 2024, Vivaise est catégorisée bourg rural, selon la nouvelle grille communale de densité à 7 niveaux définie par l'Insee en 2022.
Elle est située hors unité urbaine. Par ailleurs la commune fait partie de l'aire d'attraction de Laon, dont elle est une commune de la couronne,. Cette aire, qui regroupe 106 communes, est catégorisée dans les aires de 50 000 à moins de 200 000 habitants,.

### Occupation des sols
L'occupation des sols de la commune, telle qu'elle ressort de la base de données européenne d'occupation biophysique des sols Corine Land Cover (CLC), est marquée par l'importance des territoires agricoles (78,3 % en 2018), une proportion identique à celle de 1990 (78,3 %). La répartition détaillée en 2018 est la suivante : 
terres arables (78,3 %), zones industrielles ou commerciales et réseaux de communication (15,2 %), zones urbanisées (3,4 %), forêts (3,1 %).
L'évolution de l'occupation des sols de la commune et de ses infrastructures peut être observée sur les différentes représentations cartographiques du territoire : la carte de Cassini (XVIIIe siècle), la carte d'état-major (1820-1866) et les cartes ou photos aériennes de l'IGN pour la période actuelle (1950 à aujourd'hui).

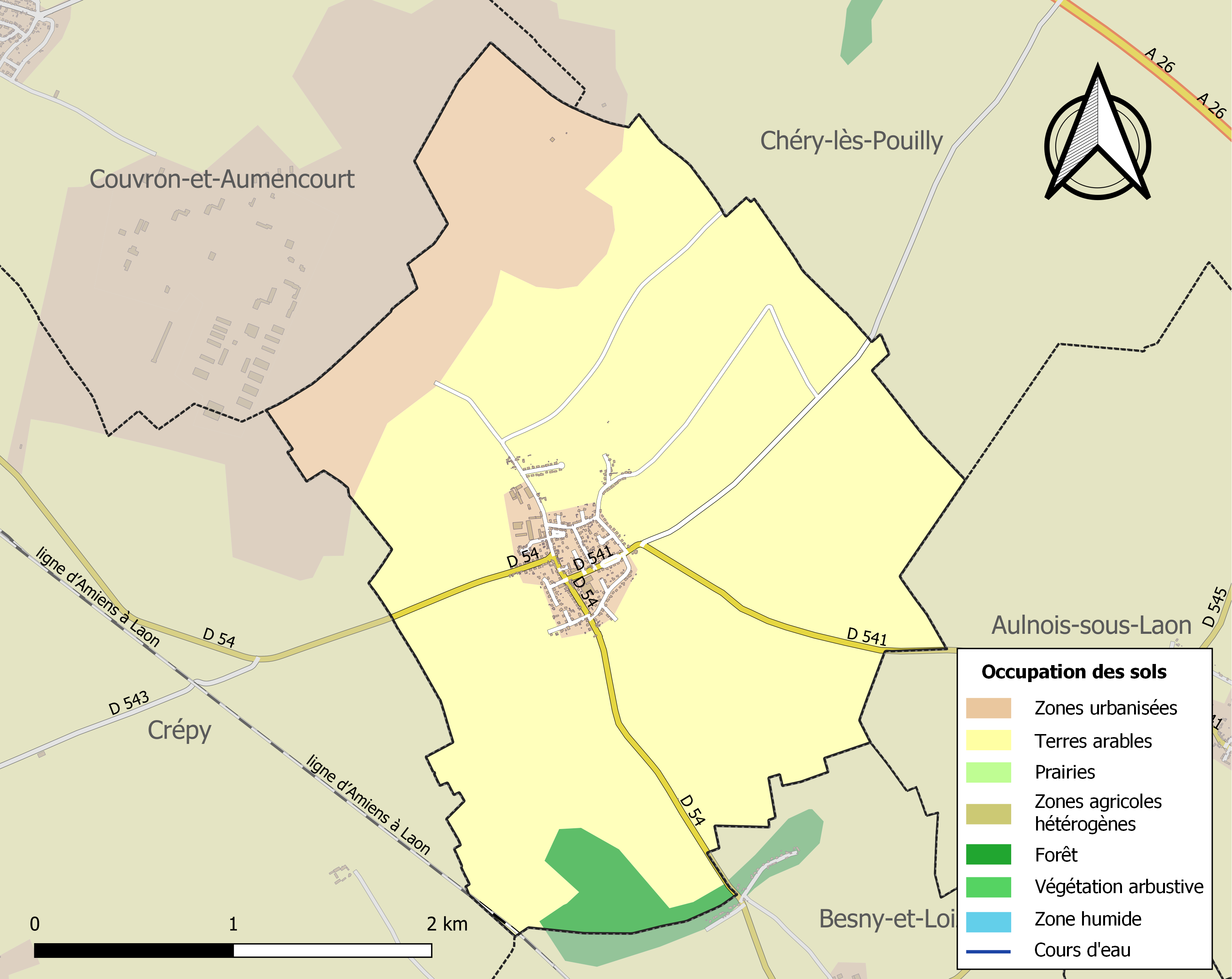
Carte de l'occupation des sols de la commune en 2018 (CLC).

## Toponymie
Le nom de la localité est attesté sous les formes Territorium de Vivasiis (1205) ; Vivayse (1521) ; Vivaize (1599).

## Politique et administration

### Découpage territorial
La commune de Vivaise est membre de la communauté d'agglomération du Pays de Laon, un établissement public de coopération intercommunale (EPCI) à fiscalité propre créé le 1er janvier 2014 dont le siège est à Aulnois-sous-Laon. Ce dernier est par ailleurs membre d'autres groupements intercommunaux.
Sur le plan administratif, elle est rattachée à l'arrondissement de Laon, au département de l'Aisne et à la région Hauts-de-France. Sur le plan électoral, elle dépend du  canton de Laon-1 pour l'élection des conseillers départementaux, depuis le redécoupage cantonal de 2014 entré en vigueur en 2015, et de la première circonscription de l'Aisne  pour les élections législatives, depuis le dernier découpage électoral de 2010.

### Administration municipale
| Période        | Période                       | Identité      | Étiquette | Qualité                                                        |
| -------------- | ----------------------------- | ------------- | --------- | -------------------------------------------------------------- |
| avant 1875     | après 1876                    | Pagnon        |           |                                                                |
|                | 1958                          | Émile Simphal |           |                                                                |
| 1958           | juin 2008                     | Jean Simphal  |           | Fils du précédent Décédé en fonction                           |
| septembre 2008 | En cours (au 28 juillet 2020) | Remi Simphal  | DVD       | Agriculteur - Fils du précédent Réélu pour le mandat 2020-2026 |

## Démographie
L'évolution du nombre d'habitants est connue à travers les recensements de la population effectués dans la commune depuis 1793. Pour les communes de moins de 10 000 habitants, une enquête de recensement portant sur toute la population est réalisée tous les cinq ans, les populations de référence des années intermédiaires étant quant à elles estimées par interpolation ou extrapolation. Pour la commune, le premier recensement exhaustif entrant dans le cadre du nouveau dispositif a été réalisé en 2006.

En 2022, la commune comptait 662 habitants, en évolution de −6,63 % par rapport à 2016 (Aisne : −1,97 %, France hors Mayotte : +2,11 %).
| 1793 | 1800 | 1806 | 1821 | 1831 | 1836 | 1841 | 1846 | 1851 |
| ---- | ---- | ---- | ---- | ---- | ---- | ---- | ---- | ---- |
| 140  | 179  | 173  | 206  | 257  | 277  | 264  | 237  | 266  |

| 1856 | 1861 | 1866 | 1872 | 1876 | 1881 | 1886 | 1891 | 1896 |
| ---- | ---- | ---- | ---- | ---- | ---- | ---- | ---- | ---- |
| 250  | 229  | 248  | 220  | 261  | 234  | 247  | 244  | 255  |

| 1901 | 1906 | 1911 | 1921 | 1926 | 1931 | 1936 | 1946 | 1954 |
| ---- | ---- | ---- | ---- | ---- | ---- | ---- | ---- | ---- |
| 270  | 262  | 277  | 204  | 249  | 214  | 222  | 236  | 263  |

| 1962 | 1968 | 1975 | 1982 | 1990 | 1999 | 2006 | 2011 | 2016 |
| ---- | ---- | ---- | ---- | ---- | ---- | ---- | ---- | ---- |
| 255  | 292  | 448  | 660  | 704  | 702  | 759  | 765  | 709  |

| 2021 | 2022 | - | - | - | - | - | - | - |
| ---- | ---- | - | - | - | - | - | - | - |
| 668  | 662  | - | - | - | - | - | - | - |

## Lieux et monuments

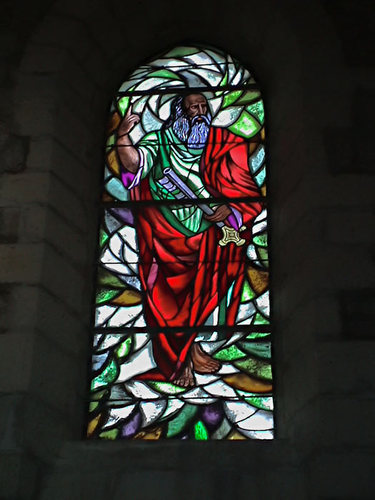

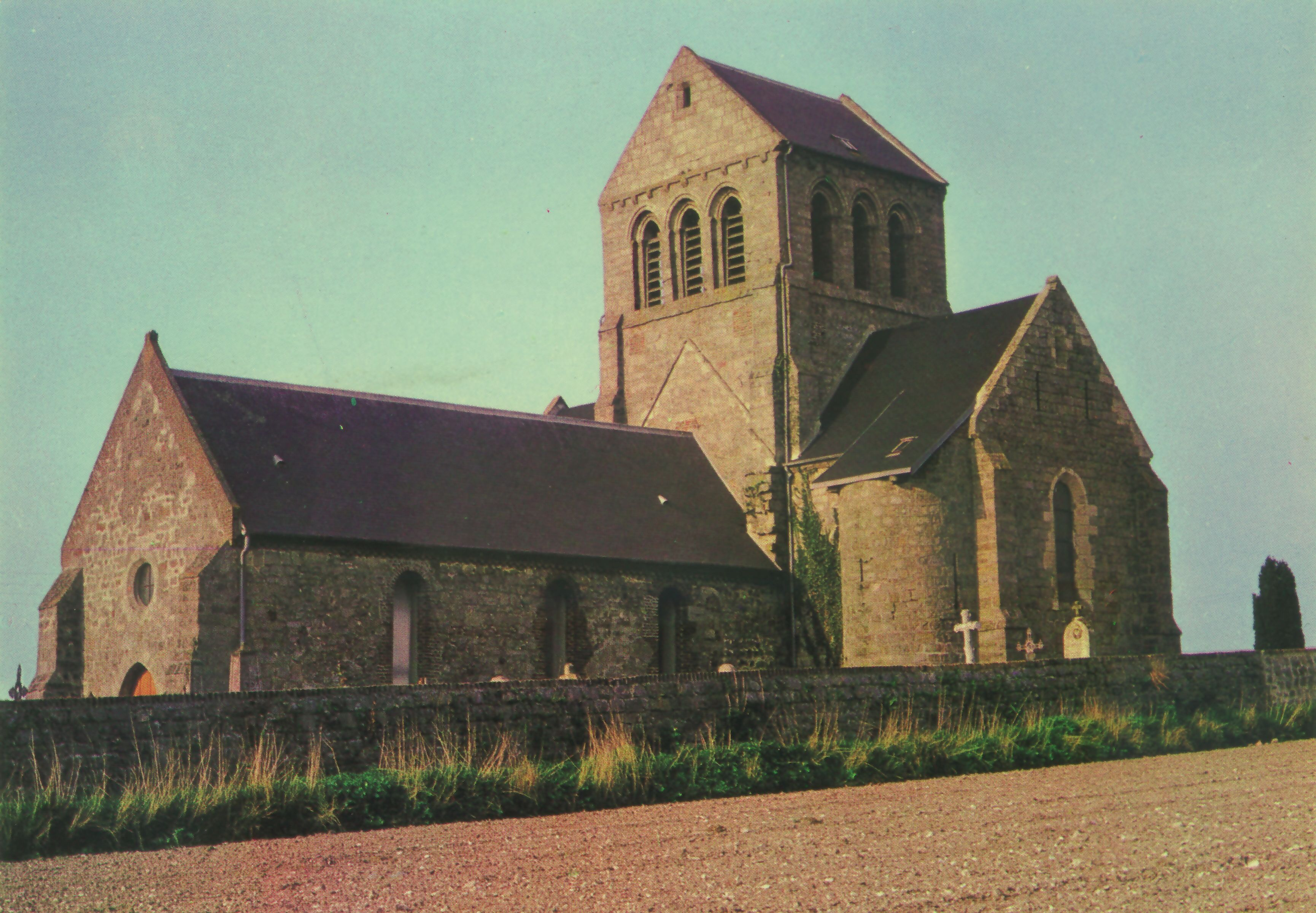

- Église Saint-Remi de Vivaise, en grès, bâtie en 1262 à l'écart sur l'antique chaussée gauloise de Laon à Arras à 7 km de Laon et dédiée à saint Rémi, évêque de Reims, né à Laon en 438 (qui baptisa Clovis). Le prieuré de Vivaise était propriété du chapitre de Laon qui exerçait la seigneurie temporelle sur le village (Vivaise comptait en 1836, 277 habitants). Les 17 vitraux, objets de dons, ont été édifiés dans les années 1980.
- Nef très remaniée dont les collatéraux ont été détruits, transept, chœur à chevet plat, clocher à toit en bâtière à la croisée, voûte de transept et chœur retombant sur des culots sculptés en forme de têtes; fonts baptismaux du XIIe siècle, bénitier en pierre bleue, pavage ancien en brique, tourelle semi-circulaire d'escalier extérieur[Note 4].

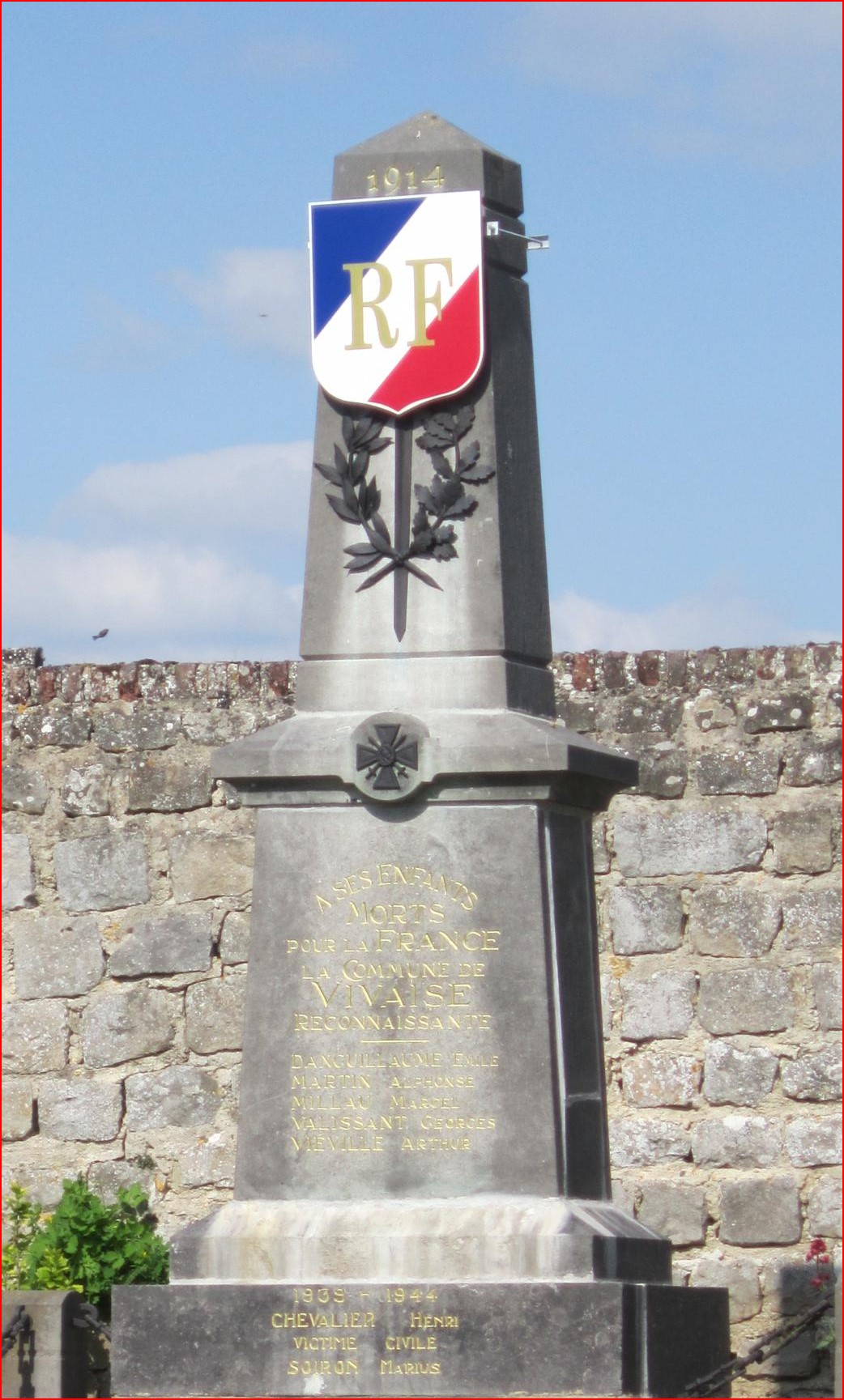

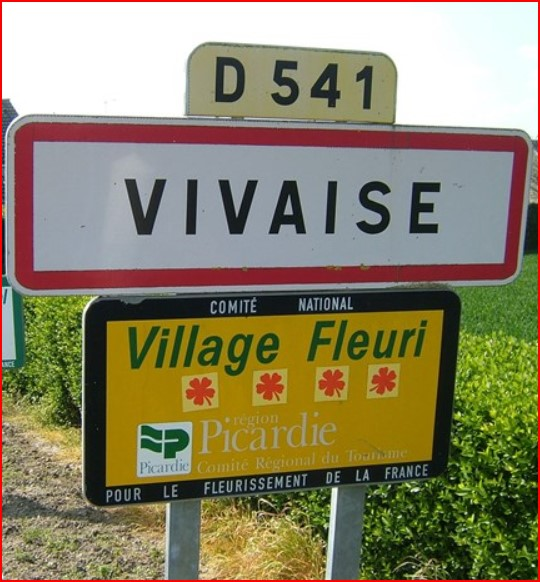

- Monument aux morts sous la forme d'un obélisque, dont la face supérieure est ornée d'un glaive tourné vers le sol, entouré de rameaux de lauriers et chêne. L'épaulement à mi-hauteur porte l'insigne de la Croix de Guerre 1914-1918.

## Activités sportives
L'association sportive et culturelle de Vivaise possède sept courts de tennis.